# AnyDVD
AnyDVD – aplikacja napisana dla systemu Windows, usuwająca zabezpieczenia i kopiująca płyty DVD oraz HD-DVD za pomocą AnyDVD HD automatycznie w tle. Wynikowa płyta DVD jest niezabezpieczona i wolna od regionalizacji. AnyDVD oraz inne programy kopiujące, takie jak DVD Shrink (Freeware), CloneDVD, Pinnacle Systems, Inc. Instant Copy, InterVideo, MacTheRipper, Smartripper i DVD-Copy są w stanie skopiować filmy chronione systemem zabezpieczeń CSS.
Poza dekodowaniem płyt DVD, program ten umożliwia także ominięcie zabezpieczeń i skopiowanie chronionych płyt z muzyką. W stosunku do DVD Decryptera (Freeware), AnyDVD nie wymaga od użytkownika przechowywania obrazu płyty na twardym dysku, ale pozwala na kopiowanie „w locie”.
AnyDVD jest nielegalne w Niemczech, ponieważ usuwa zabezpieczenia z płyt DVD. Portal Heinz Heise został pozwany przez przemysł nagraniowy za podanie odnośnika do strony Slysoftu w jednym z newsów.
Program może usunąć także region DVD, a nawet symuluje napęd RPC2 jeśli usuwanie regionu się nie powiodło, co pozwala na ominięcie zabezpieczeń płyt, które wykrywają napędy wolne od regionu. Usuwane są wtedy dane o regionie podczas kopiowania płyty DVD. Program usuwa także system Macrovision, analogowe zabezpieczenie które zniekształca sygnał podczas nagrywania z DVD na urządzenie analogowe, takie jak VCR. Wiele płyt DVD posiada zablokowaną opcję szybkiego przewijania na początku płyty DVD, podczas reklam i ostrzeżeń, które mogą być usunięte przez ten program.
Aktualne wersje zawierają starszą wersję rippera bazowanego na FixVTS (program open source). Może on naprawić wadliwe płyty DVD z błędami masteringu (takie jak te utworzone w fluxDVD] i inne problemy strukturalne. FixVTS analizuje płyty DVD i sprawia, że są zgodne z większą liczbą standardów. ARccOS firmy Sony, RipGuard firmy Macrovision, i wiele innych systemów zabezpieczeń łamie standardy DVD. Programy takie jak AnyDVD i DVDFab Decrypter z Fengtao Software potrafią zreorganizować płyty DVD bazując na tym, jak są aktualnie odtwarzane, usuwając i ignorując niewłaściwe i bezużyteczne dane.
17 lutego 2007 roku Slysoft wydał AnyDVD HD. Jest to program z tą samą funkcjonalnością jak AnyDVD, ale z dodatkowymi opcjami, takimi jak obsługa pełnego HD-DVD, włączając w to dekodowanie płyt zabezpieczonych za pomocą AACS. Obsługa zabezpieczenia AACS oraz usuwanie kodu regionu z płyt Blu-ray zostało dodane w wersji 6.1.3.0, opublikowanej 5 marca 2007 roku.